# Bauhinia augustii
Bauhinia augustii är en ärtväxtart som beskrevs av Hermann August Theodor Harms. Bauhinia augustii ingår i släktet Bauhinia och familjen ärtväxter. Inga underarter finns listade i Catalogue of Life.